# Antichloris purpurea
Antichloris purpurea là một loài bướm đêm thuộc phân họ Arctiinae, họ Erebidae.